# Ocnophila scops
Ocnophila scops är en insektsart som först beskrevs av Johann Jakob Kaup 1871.  Ocnophila scops ingår i släktet Ocnophila och familjen Diapheromeridae. Inga underarter finns listade i Catalogue of Life.